# Kielmeyera itacarensis
Kielmeyera itacarensis är en tvåhjärtbladig växtart som beskrevs av N. Saddi. Kielmeyera itacarensis ingår i släktet Kielmeyera och familjen Calophyllaceae. Inga underarter finns listade i Catalogue of Life.